# Чеминац
Чеминац је насељено место и седиште општине у Барањи, Осјечко-барањска жупанија, Република Хрватска.

## Историја
До територијалне реорганизације у Хрватској, налазио се у саставу старе општине Бели Манастир.

## Становништво
На попису становништва 2011. године, општина Чеминац је имала 2.909 становника, од чега у самом Чеминцу 968.

## Попис 1991.
На попису становништва 1991. године, насељено место Чеминац је имало 1.413 становника, следећег националног састава:
| Попис 1991.‍   | Попис 1991.‍  | Попис 1991.‍ | Попис 1991.‍ | Попис 1991.‍ |
| ------------- | ------------ | ----------- | ----------- | ----------- |
|               |              |             |             |             |
| Хрвати        | Хрвати       |             | 1.063       | 75,23%      |
| Срби          | Срби         |             | 131         | 9,27%       |
| Југословени   | Југословени  |             | 69          | 4,88%       |
| Мађари        | Мађари       |             | 52          | 3,68%       |
| Немци         | Немци        |             | 17          | 1,20%       |
| Албанци       | Албанци      |             | 6           | 0,42%       |
| Муслимани     | Муслимани    |             | 5           | 0,35%       |
| Словенци      | Словенци     |             | 3           | 0,21%       |
| Црногорци     | Црногорци    |             | 3           | 0,21%       |
| Бугари        | Бугари       |             | 1           | 0,07%       |
| Словаци       | Словаци      |             | 1           | 0,07%       |
| неопредељени  | неопредељени |             | 13          | 0,92%       |
| регион. опр.  | регион. опр. |             | 13          | 0,92%       |
| непознато     | непознато    |             | 36          | 2,54%       |
| укупно: 1.413 |              |             |             |             |

## Спорт
- ФК Младост Чеминац